# Happy Hour (émission de télévision)
Pour les articles homonymes, voir Happy hour (homonymie).
 (novembre 2015).
Happy Hour, anciennement La Happy Hour de Canal+, est un jeu télévisé ou « comedy-game » présenté par Thierry Ardisson, basé sur la vie de ses candidats.
Dans ce jeu, deux équipes de deux personnalités, appartenant au monde politique ou au monde du spectacle, s'affrontent. 
Selon le célèbre adage de la chanson de Guy Béart « Parlez-moi de moi, il n’y a que cela qui m’intéresse », toutes les questions de Happy Hour portent sur la vie des invités. Les vainqueurs remportent le droit de faire plus de promos que les perdants. En Belgique et au Luxembourg, l'émission est diffusée sur Be 1 en simultané avec Canal+ en France.
L'émission est diffusée pour la première fois durant l'été 2010, chaque samedi à 19 h, et de nouveau durant l'été 2011. 
Elle est de retour, dans une nouvelle formule, en décembre 2011 pendant les vacances du lundi au vendredi à 19 h. Une nouvelle session est diffusée durant l'été 2012, en remplaçant l'émission Le Grand Journal durant sa pause estivale. La saison 2012 est composée de nouvelles émissions et de rediffusions des émissions de décembre 2011.
En 2013, Happy Hour remplace à nouveau Le Grand Journal durant les fêtes de fin d'année du 30 décembre 2013 au 3 janvier 2014 avec des émissions inédites.

## Déroulement

### Concept initial (Été 2010 - Été 2011)
Le jeu se déroule en deux parties. 
Dans la première partie, chaque invité passe en « zone rouge » et doit répondre à trois séries de quiz :
- Le « Game view » : il s'agit d'un mélange d'interview et de quiz, dans lequel Thierry Ardisson retrace le parcours de l'invité, en s'interrompant 5 fois pour poser une question en rapport, plus ou moins lointain, avec le fait qu'il vient d'énoncer. Chaque bonne réponse apporte un « happy point ».
- Le « Blind test » : reprise du concept classique popularisé par Thierry Ardisson dans l'émission Tout le monde en parle, l'invité écoute cinq morceaux sur un thème en rapport (toujours plus ou moins lointain) avec lui, et doit en deviner les interprètes. Pour les invités particulièrement doués pour l'épreuve, les morceaux peuvent être joués au ralenti, et/ou couverts par un air joué par trois Mariachi, toujours présents sur le plateau. Encore une fois, chaque bonne réponse apporte un « happy point ».
- La « Battle » : il s'agit d'un quiz sur un thème toujours en rapport avec l'invité, dans lequel les deux autres invités peuvent aussi répondre. Si l'invité en zone rouge répond correctement le premier, il gagne deux « happy points », s'il ne répond pas ou que l'un des autres invités répond correctement avant lui, il ne gagne rien.

Une fois les trois invités passés en zone rouge, les deux ayant le plus de points sont qualifiés pour la finale. En finale, chaque finaliste est interrogé, à tour de rôle, sur un thème que connait particulièrement l'autre invité, celui qui a le plus de réponses correctes remportant la partie. Une fois le jeu fini, le vainqueur est assis au centre du plateau sous un rai de lumière, le reste du plateau étant plongé dans le noir, et écoute son « éloge », le plus souvent satirique, prononcé par Thierry Ardisson.

### Nouvelle formule (depuis décembre 2011)
Le jeu se déroule en cinq manches :
- Le « Bio Quiz » : Chaque équipe doit répondre à 4 questions (6 durant la session de Noël 2011) sur la vie des candidats de l’équipe adverse. Pour chaque question, 4 réponses sont proposées, une seule étant la bonne.

- Le « Duo Quiz » : L’épreuve se joue en deux manches. Thierry Ardisson pose 10 questions à chacune des équipes sous la forme « Parmi vos adversaires, qui a… ? L’un ? L’autre ? Ou aucun des deux ? ». Les membres de l’équipe devront trouver lequel de leurs adversaires est la bonne solution. Cette épreuve a été introduite durant la session de l'été 2012.

- L' « Auto Quiz » : Il s’agit d’une épreuve de rapidité. Chaque joueur a 60 secondes pour répondre à un maximum de questions sur sa vie.

- L' « Ardi Quiz » : Il s’agit d’une interview formatée « à la Ardisson ». L’invité qui répond le plus rapidement marque un point, mais attention, chaque réponse doit prendre en compte une contrainte imposée par Thierry, par exemple : un mot se terminant en « i » ou commençant par « p ».

- Le « Music Quiz » : Il s’agit d’un blind-test musical dont les chansons sont liées aux invités. Il peut s’agir d’une chanson renvoyant à un trait marquant de la personnalité ou à une anecdote mémorable de la vie d’un invité.

L’équipe qui a marqué le plus de points à l’issue de ces 5 épreuves remporte une minute de promo en fin d’émission, lors de la « Minute Promo » au profit du produit culturel que les deux candidats sont venus défendre. La promo des perdants est elle rappelée en 5 secondes par Thierry Ardisson.

### Personnalités ayant participé àHappy Hour
Les candidats de Happy Hour sont des célébrités, certains sont revenus plusieurs fois. Les célébrités suivantes ont participé au jeu : 